# Conostephium drummondii
Conostephium drummondii là một loài thực vật có hoa trong họ Thạch nam. Loài này được (Stschegl.) C.A.Gardner mô tả khoa học đầu tiên năm 1931.